# Musculdy
Musculdy – miejscowość i gmina we Francji, w regionie Nowa Akwitania, w departamencie Pireneje Atlantyckie.
Według danych na rok 1990 gminę zamieszkiwało 285 osób, a gęstość zaludnienia wynosiła 12 osób/km² (wśród 2290 gmin Akwitanii Musculdy plasuje się na 895. miejscu pod względem liczby ludności, natomiast pod względem powierzchni na miejscu 409.).